# Årets ishockey
Årets ishockey är en serie årsböcker som har dokumenterat ishockey i Sverige säsong för säsong. Första årgången gavs ut 1957 av C.A. Strömbergs förlag. År 1984 köpte Strömbergs förlag upp, och gick samman med, Brunnhages Förlag som också gav ut årsböcker och andra referensverk inom idrott. Sista årgången av bokserien gavs ut 2018.